# Bell'Italia in viaggio
Bell'Italia in viaggio è un programma televisivo che racconta il territorio italiano, in onda su LA7 dal 2021 e condotto da Fabio Troiano.

## Descrizione
Il programma tratta delle bellezze paesaggistiche, culturali e artistiche italiane. Il conduttore Fabio Troiano fa da guida ai telespettatori in questi viaggi per l'Italia, ad affiancarlo c'è la direttrice della rivista Bell'Italia, Emanuela Rosa-Clot.
"Bell'Italia in viaggio" va in onda la domenica nel periodo estivo. Nel 2022 per la prima volta è andato in auto nei mesi di novembre e dicembre.

## Edizioni
| Edizione | Periodo | Conduttore    | Inizio           | Fine             |
| -------- | ------- | ------------- | ---------------- | ---------------- |
| 1ª       | 2021    | Fabio Troiano | 30 maggio 2021   | 1º agosto 2021   |
| 2ª       | 2022    | Fabio Troiano | 12 giugno 2022   | 24 luglio 2022   |
| 3ª       | 2022    | Fabio Troiano | 27 novembre 2022 | 18 dicembre 2022 |